# Calcio VeneziaMestre 1988-1989
Questa pagina raccoglie le informazioni riguardanti il Calcio VeneziaMestre nelle competizioni ufficiali della stagione 1988-1989.

## Rosa
| N. |                   | Ruolo | Calciatore           |
| -- | ----------------- | ----- | -------------------- |
|    | Italia (bandiera) | D     | Silvestro Baldacci   |
|    | Italia (bandiera) | C     | Claudio Bencina      |
|    | Italia (bandiera) | P     | Pierantonio Bosaglia |
|    | Italia (bandiera) | C     | Mario Busetto        |
|    | Italia (bandiera) | C     | Andrea Caverzan      |
|    | Italia (bandiera) | A     | Angelo Crialesi      |
|    | Italia (bandiera) | D     | Diego Donadon        |
|    | Italia (bandiera) | C     | Paolo Favaretto      |
|    | Italia (bandiera) | D     | Daniele Filisetti    |
|    | Italia (bandiera) | D     | Francesco Frascella  |
|    | Italia (bandiera) | C     | Renzo Gobbo          |
|    | Italia (bandiera) | P     | Luca Graziani        |

| N. |                   | Ruolo | Calciatore           |
| -- | ----------------- | ----- | -------------------- |
|    | Italia (bandiera) | D     | Sergio Lancini       |
|    | Italia (bandiera) | P     | Daniele Limonta      |
|    | Italia (bandiera) | A     | Stefano Marchetti    |
|    | Italia (bandiera) | A     | Walter Mirabelli     |
|    | Italia (bandiera) | C     | William Pederzoli    |
|    | Italia (bandiera) | C     | Fabio Perinelli      |
|    | Italia (bandiera) | D     | Giovanni Salvatori   |
|    | Italia (bandiera) | D     | Michele Serena       |
|    | Italia (bandiera) | A     | Raffaele Solimeno    |
|    | Italia (bandiera) | C     | Attilio Sorbi        |
|    | Italia (bandiera) | D     | Felice Angelo Tufano |
|    | Italia (bandiera) | C     | Andrea Zanuttig      |

## Risultati

### Campionato

#### Girone di andata
| 11 settembre 1988 1ª giornata | Montevarchi | 1 – 0 | Venezia-Mestre |  |

| 18 settembre 1988 2ª giornata | Venezia-Mestre | 2 – 3 | Virescit Bergamo |  |

| 25 settembre 1988 3ª giornata | Spezia | 5 – 0 | Venezia-Mestre |  |

| 2 ottobre 1988 4ª giornata | Venezia-Mestre | 0 – 2 | Prato |  |

| 9 ottobre 1988 5ª giornata | Mantova | 1 – 1 | Venezia-Mestre |  |

| 16 ottobre 1988 6ª giornata | Venezia-Mestre | 1 – 0 | Arezzo |  |

| 23 ottobre 1988 7ª giornata | Venezia-Mestre | 1 – 0 | Pro Livorno |  |

| 30 ottobre 1988 8ª giornata | Lucchese | 1 – 0 | Venezia-Mestre |  |

| 6 novembre 1988 9ª giornata | Venezia-Mestre | 1 – 1 | Derthona |  |

| 13 novembre 1988 10ª giornata | SPAL | 1 – 1 | Venezia-Mestre |  |

| 20 novembre 1988 11ª giornata | Lanerossi Vicenza | 2 – 0 | Venezia-Mestre |  |

| 27 novembre 1988 12ª giornata | Venezia-Mestre | 1 – 1 | Reggiana |  |

| 4 dicembre 1988 13ª giornata | Triestina | 0 – 0 | Venezia-Mestre |  |

| 11 dicembre 1988 14ª giornata | Venezia-Mestre | 3 – 0 | Trento |  |

| 18 dicembre 1988 15ª giornata | Modena | 1 – 1 | Venezia-Mestre |  |

| 31 dicembre 1988 16ª giornata | Venezia-Mestre | 0 – 0 | Centese |  |

| 7 gennaio 1989 17ª giornata | Carrarese | 0 – 0 | Venezia-Mestre |  |

#### Girone di ritorno
| 15 gennaio 1989 18ª giornata | Venezia-Mestre | 1 – 3 | Montevarchi |  |

| 22 gennaio 1989 19ª giornata | Virescit Bergamo | 1 – 2 | Venezia-Mestre |  |

| 5 febbraio 1989 20ª giornata | Venezia-Mestre | 0 – 0 | Spezia |  |

| 12 febbraio 1989 21ª giornata | Prato | 1 – 0 | Venezia-Mestre |  |

| 19 febbraio 1989 22ª giornata | Venezia-Mestre | 0 – 0 | Mantova |  |

| 5 marzo 1989 23ª giornata | Arezzo | 2 – 2 | Venezia-Mestre |  |

| 12 marzo 1989 24ª giornata | Pro Livorno | 0 – 1 | Venezia-Mestre |  |

| 19 marzo 1989 25ª giornata | Venezia-Mestre | 2 – 1 | Lucchese |  |

| 25 marzo 1989 26ª giornata | Derthona | 0 – 0 | Venezia-Mestre |  |

| 9 aprile 1989 27ª giornata | Venezia-Mestre | 0 – 0 | SPAL |  |

| 16 aprile 1989 28ª giornata | Venezia-Mestre | 1 – 0 | Lanerossi Vicenza |  |

| 23 aprile 1989 29ª giornata | Reggiana | 1 – 0 | Venezia-Mestre |  |

| 30 aprile 1989 30ª giornata | Venezia-Mestre | 1 – 1 | Triestina |  |

| 14 maggio 1989 31ª giornata | Trento | 1 – 1 | Venezia-Mestre |  |

| 21 maggio 1989 32ª giornata | Venezia-Mestre | 0 – 0 | Modena |  |

| 28 maggio 1989 33ª giornata | Centese | 0 – 2 | Venezia-Mestre |  |

| 4 giugno 1989 34ª giornata | Venezia-Mestre | 0 – 0 | Carrarese |  |